# Maltská vlajka

Maltská vlajka
Poměr stran: 2:3

Maltská námořní vlajka
Poměr stran: 2:3

Vlajka Malty, v dnešní podobě užívaná od roku 1964, má dva svislé pruhy (bílý a červený) a v horním rohu šedé (stříbrné), červeně lemované britské vyznamenání Jiřího kříž s nápisem FOR GALLANTRY (česky Za statečnost). Toto vyznamenání udělil Maltě 14. dubna 1942 britský král Jiří VI. za hrdinství, se kterým Malťané odolali soustředěnému německo-italskému bombardování v prvních letech druhé světové války (známé jako bitva o Maltu).
Poměr stran maltské vlajky je 2:3. Existují však dva zdroje specifikace ostatních rozměrů maltské vlajky, které si jsou v rozporu:
1. Podle Grafické specifikace pro státní vlajku Malty vydané kanceláří předsedy vlády Maltské republiky v roce 2008: Výška kříže je 5/18, šířka ramene kříže je 2/27 a vzdálenost ramen kříže od horního i žerďového okraje je 1/27 šířky listu. Střed kříže je 1/8 délky listu od žerďového okraje. Červený lem kříže je široký 1/16 šířky ramene kříže. (tato specifikace ale matematicky nevychází). Červená barva je Pantone 186c.[2]
2. Dle vexilologických stránek Flags of the World: Výška kříže je 27/100 a vzdálenost ramen kříže od horního i žerďového okraje je 1/27 šířky listu (viz obrázek). Šířka lemu ani ramen ale není specifikovaná.[3]

Vlajka maltského prezidenta byla zavedena 12. prosince 1988, maltská národní námořní vlajka a maltská lodní vlajka (Naval Jack) spolu se státní vlajkou v roce 1964.

Rozměry maltské vlajky
Vlajka maltského prezidenta Poměr stran: 2:3
Maltská lodní vlajka (Naval Jack) Poměr stran: 1:1

## Historie
Maltské souostroví, rozkládající se na ostrovech Malta, Gozo, Comino a třech malých neobydlených ostrovech ve Středozemním moři mezi Afrikou a Sicílií, bylo od nejstarších dob ovládáno různými národy: Féničany, starými Řeky, Kartáginci, Římany (218 př. n. l.), Byzantskou říší (395), Vandaly, Ostrogóty, Araby (827), Normany (1090)...
Barvy současné vlajky odpovídají barvám štítu ve státním znaku, ale k období začlenění Malty do středomořského panství Normanů ze Sicílie a osvobození ostrovů od Arabů roku 1090 se váže legenda o vzniku bíločervené vlajky. Podle této legendy normanský vévoda Roger I. Sicilský (bratranec Viléma Dobyvatele) při osvobozování Malty odtrhl růžek své červenobílé šachovnicové vlajky a věnoval jej ostrovanům na památku.
Druhou možnosti používání červenobílých barev na Maltě jsou historické události z roku 1266, kdy byla Malta připojena ke Království obojí Sicílie a k roku 1530, kdy Karel V. věnoval souostroví Řádu johanitů, dnes známému jako Maltézský řád. Řád užíval již od křížových výprav červenou vlajku s bílým středovým křížem. Tato vlajka se stala oficiální vlajkou Malty.
22. června 1798 se po dobyti Malty Napoleonem začaly vyvěšovat vlajky Francouzské.
5. září 1800 dobyl souostroví britský admirál Horatio Nelson a začaly se užívat vlajky britské. 30. května 1814 se Malta stala britskou korunní kolonií, k zavedení vlastní vlajky ale nedošlo.
V roce 1875 se vlajkou Malty stala britská modrá služební vlajka (Blue Ensign) s vlajkovým emblémem Malty umístěném v bílém kruhu ve vlající části. Tento emblém se několikrát, až do roku 1964, měnil. Existují i mírně odlišné varianty emblémů z přelomu století.

Maltská vlajka (1530–1798)
Francouzská vlajka užívaná na Maltě (1798–1800) Poměr stran: 2:3
Britská vlajka užívaná na Maltě (1800–1801) Poměr stran: 1:2
Vlajka Spojeného království užívaná na Maltě (1801–1875) Poměr stran: 1:2
Maltská vlajka (1875–1898) Poměr stran: 1:2
Maltská vlajka (1898–1923) Poměr stran: 1:2
Maltská vlajka (1923–1943) Poměr stran: 1:2
Maltská vlajka (1943–1964) Poměr stran: 1:2

Vlajka maltského guvernéra  (1875–1898) Poměr stran: 1:2
Vlajka maltského guvernéra  (1898–1943) Poměr stran: 1:2
Vlajka maltského guvernéra  (1943–1964) Poměr stran: 1:2

Přibližně od roku 1903 se na ostrovech užívala neoficiálně i národní vlajka tvořená dvěma svislými pruhy (bílým a červeným). Od roku 1943 bylo do horního rohu přidáno modré karé se stříbrným Jiřího křížem.

Neoficiální maltská vlajka (~1903–1943) Poměr stran: 2:3
Neoficiální maltská vlajka (1943–1964) Poměr stran: 2:3

21. září 1964 byla po lidovém referendu vyhlášena nezávislost Státu Malta (od 13. prosince 1974 Maltská republika) na Spojeném království. Ve stejný den byla zavedena a poprvé vyvěšena, dosud platná, maltská státní vlajka. Oproti neoficiální národní vlajce bylo odstraněno modré pole, a kříž byl oddělen od bílého pole červeným lemováním.

## Commonwealth
Malta je členem Commonwealthu (který užívá vlastní vlajku) a do vyhlášení republiky roku 1974 byl hlavou státu britský panovník (Commonwealth realm), kterého zastupoval generální guvernér (viz seznam vlajek britských guvernérů).
V roce 1960 byla navržena osobní vlajka Alžběty II., určená pro reprezentaci královny v její roli hlavy Commonwealthu na územích, ve kterých neměla jedinečnou vlajku – to byl i případ Malty. 
31. října 1967 ale byla vytvořena speciální vlajka Alžběty II. na Maltě a poprvé byla použita v témže roce, když královna ostrov navštívila (viz seznam vlajek Alžběty II.).  V roce 1974 se Malta stala republikou a vlajka tak pozbyla platnosti.

Osobní vlajka královny Alžběty II. na Maltě (1960–1967) Poměr stran: 1:1
Vlajka Alžběty II. na Maltě (1967–1974) Poměr stran: 2:3
Vlajka maltského generálního guvernéra  (1964–1974) Poměr stran: 1:2

## Vlajky maltských regionů

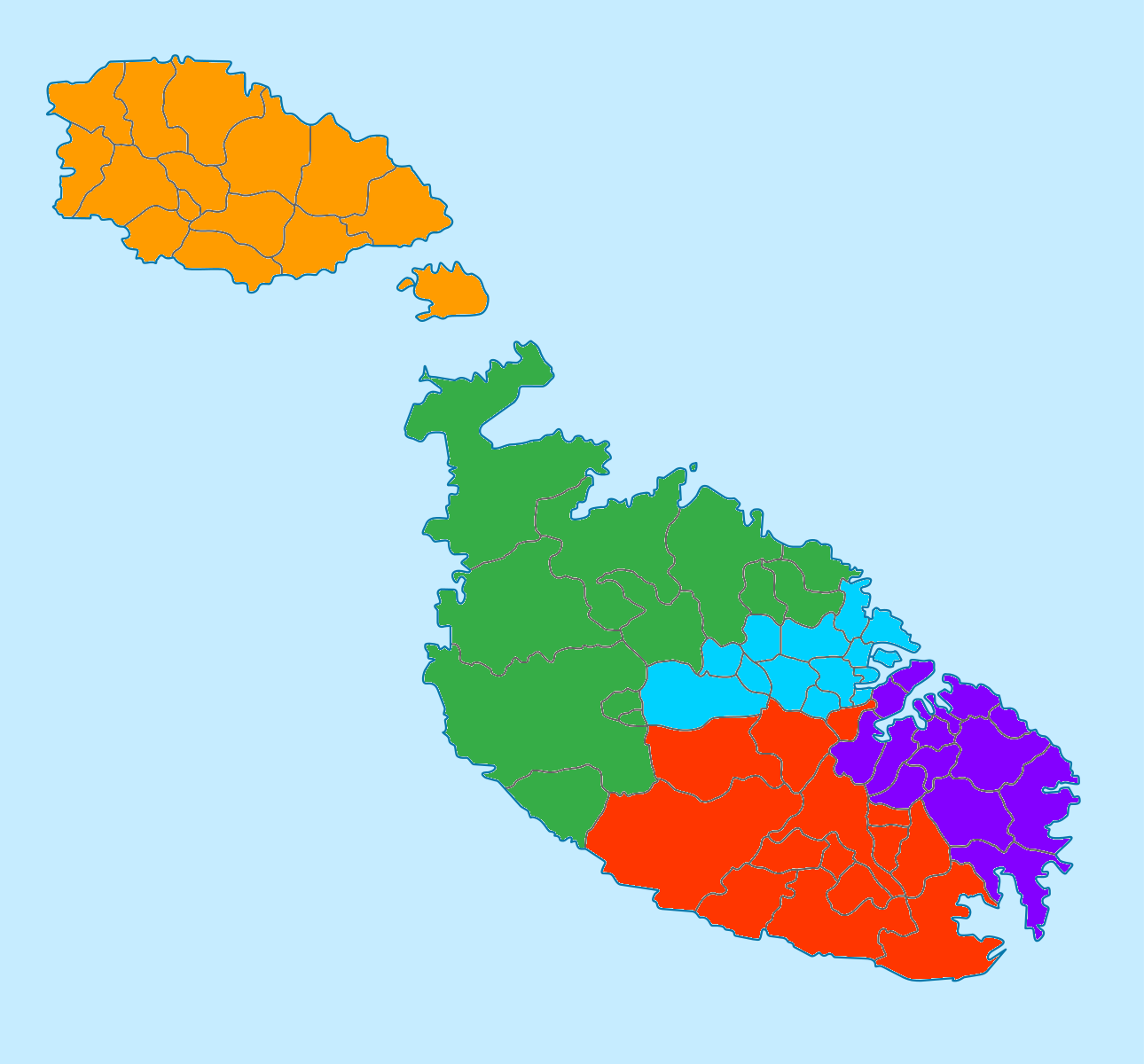
Maltské regiony

Malta je od 30. září 2009 administrativně rozdělena na 5 regionů (regjuni). Známa je pouze vlajka jednoho regionu.

Gozo (oranžová)